# Myrna Mack
Myrna Mack Chang (24 de outubro de 1949 - 11 de setembro de 1990) foi uma antropóloga guatemalteca.
Nasceu no bairro de San Nicolás, departamento de Retalhuleu, em uma família com ascendência maia e chinesa. Estudou antropologia no Reino Unido, na Universidade de Manchester e na Universidade de Durham.
Após seu retorno à Guatemala dedicou-se ao trabalho de campo, atuando em várias comunidades rurais arrasadas pela guerra civil. Em 1986, juntamente com alguns companheiros e colegas da Inforpress Centroamericana, fundou a Associação para o Avanço das Ciências Sociais na Guatemala (Asociación para el Avance de las Ciencias Sociales en Guatemala), a Avancso. Foi assassinada em frente ao seu escritório, na Cidade da Guatemala, tendo sido esfaqueada 27 vezes, por um esquadrão de morte das Forças Armadas da Guatemala, supostamente criado pela Escola das Américas (Escuela de las Américas) .
Em abril de 2004, depois de um julgamento realizado pela Corte Interamericana de Direitos Humanos e graças à luta de sua irmã, Helen Mack, o Governo da Guatemala reconheceu publicamente que seus agentes tinham cometido o assassinato e deram uma indenização a sua família . Helen Mack ainda foi homenageada com o Prêmio Nobel Alternativo em 1992 "por sua coragem pessoal e persistência na busca por justiça e o fim da impunidade de assassinos políticos" .